# I am somebody
I am somebody är ett studioalbum av Pink Pistols, utgivet den 12 mars 2014.

## Låtlista
| Nr | Titel                        | Kompositör                                                                  | Producent(er) | Längd |
| -- | ---------------------------- | --------------------------------------------------------------------------- | ------------- | ----- |
| 1. | I Am Somebody                | Diztord / Nestor Geli / Frost Per Hed / Susie Päivärinta / Joakim Törnqvist |               | 3:03  |
| 2. | Wake Up Call                 | Peter Hägerås                                                               |               | 4:06  |
| 3. | Romeo                        | Peter Hägerås / Charlie Mason                                               |               | 3:16  |
| 4. | Sweet Revenge                | Aleena Gibson / Par Lonn / Susie Päivärinta                                 |               | 3:07  |
| 5. | Set Me Free                  | Peter Hägerås                                                               |               | 3:34  |
| 6. | I Am Somebody (Instrumental) | Diztord / Nestor Geli / Frost Per Hed / Susie Päivärinta / Joakim Törnqvist |               | 3:02  |